# Ніхонмацу (Фукусіма)

37°35′5″ пн. ш. 140°25′53″ сх. д. / 37.58472° пн. ш. 140.43139° сх. д.
Ніхонма́цу (яп. 二本松市, にほんまつし, МФА: [ɲihonmat͡su̥ ɕi]) — місто в Японії, в префектурі Фукусіма.

## Короткі відомості
Розташоване в центральній частині префектури. Виникло на базі містечка самурайського роду Ніва, столиці автономного уділу Ніхонмацу-хану, а також постоялого містечка на Муцівському шляху. В місті розташовані руїни замку Касумі. Основою економіки є деревообробна, броварна і текстильна промисловість. В жовтні проходить свято ліхтарів. Станом на 1 жовтня 2008 площа міста становила 344,65 км². Станом на 1 січня 2009 населення міста становило 60 973 осіб.